# Living in a Big Way
Living in a Big Way is een Amerikaanse muziekfilm uit 1947 onder regie van Gregory La Cava.

## Verhaal
Vlak voordat hij naar het front vertrekt, trouwt Leo met Margo. Drie jaar later heeft zij een bloeiende carrière en ze ziet haar huwelijk als een vergissing. Leo keert terug van de oorlog en hij is niet van plan zich daarbij neer te leggen.

## Rolverdeling
| Acteur            | Personage              |
| ----------------- | ---------------------- |
| Gene Kelly        | Leo Gogarty            |
| Marie McDonald    | Margo Morgan           |
| Charles Winninger | D. Rutherford Morgan   |
| Phyllis Thaxter   | Peggy Randall          |
| Spring Byington   | Minerva Alsop Morgan   |
| Jean Adair        | Abigail Morgan         |
| Clinton Sundberg  | Everett Hanover Smythe |
| John Warburton    | Stuart Simms           |
| William Phipps    | Schultz                |
| Bernadene Hayes   | Dolly                  |
| John Alexander    | Ambridge               |
| Phyllis Kennedy   | Elsie                  |